# Niwka (zbiornik powyrobiskowy)
Niwka – zbiornik wodny znajdujący się w gminach Radłów i Wierzchosławice w województwie małopolskim, powstały w wyniku zatopienia wyrobisk żwirowni.

## Położenie
Zbiornik znajduje się w województwie małopolskim, w gminach Wierzchosławice i Radłów. W okolicy brzegów jeziora leży miejscowość Niwka.

## Charakterystyka
Niwka jest zbiornikiem pożwirowym o powierzchni ok. 100 ha. Średnia głębokość zbiornika sięga 5 metrów, natomiast jego głębokość maksymalna osiąga 18 metrów. Brzegi Niwki łagodnie schodzą do wody i są słabo porośnięte roślinnością. Na jeziorze znajduje się kilka wysp porośniętych krzewami.
W jeziorze występują ryby, dominującymi gatunkami są amur, jaź, karaś, karp, leszcz, lin, pstrąg tęczowy, sandacz, sum, szczupak oraz węgorz.
Niwka znalazła się na liście 20 najlepszych łowisk w Polsce według Wiadomości Wędkarskich.